# Polypodium
Polypodium L., 1753 è un genere di piante appartenente alla famiglia delle Polypodiaceae.

## Descrizione
Le specie del genere Polypodium L. sono piante rizomatose, con squame di colore bruno. Fronde lunghe fino a 80 cm ovato-lanceolate o triangolari, pennate con pinnule intere. Sori rotondeggianti, gialli in maturazione rosso ruggine durante la sporificazione, disposti a coppie al di sotto delle pinnule. Sporangi con anulus con 11-15 ispessimenti, spore numerose con perisporio da 70 a 100 µm.

## Biologia
Come tutte le pteridofite, Polypodium ha un ciclo biologico aplodiplonte, con alternanza di generazione gametofitica e sporofitica. 
Lo sporofito adulto è indipendente dal gametofito. I leptosporangi sono riuniti in gruppi e protetti da uno strato protettivo detto indusio; sporangi e indusio, insieme, formano un soro.
All'interno degli sporangi avviene una meiosi che produce spore aploidi, le quali germinano e producono un gametofito a forma di cuore, di dimensioni ridotte e capace di foto-sintetizzare; esso porta sia anteridi che archegoni. Gli spermatozoidi che hanno origine negli anteridi, essendo flagellati, nuotano nell'acqua (le felci sono caratteristiche, infatti, di zone umide) e raggiungono l'archegonio per dare il via alla fecondazione.
Una volta che il giovane sporofito si è ancorato al suolo, il gametofito muore.
Il ciclo biologico descritto è esemplificativo per tutti i taxa isosporei.

## Tassonomia
In Italia, questo genere è presente con tre specie:
1. Polypodium vulgare L. microtermo. Solitamente concentra la sporificazione nella stagione calda.
2. Polypodium cambricum L. termofilo. Solitamente concentra la sporificazione nella stagione fredda, fronde lunghe 80 centimetri da largamente triangolari a lanceolate, pinne indivise a margini interi o più o meno seghettati. Sori rotondeggianti, disposti sotto le pinne a coppie divise dalla nervatura centrale, anulus con parete ispessita fino a 11. Perisporio largo 84 µm. Diffusa in tutte le regioni da 0 a 1 000 metri, sporificazione da dicembre a maggio. Su rupi, muri alberi.
3. Polypodium interjectum Shivas igrofilo. Solitamente concentra la sporificazione nella stagione fredda. Fronde lunghe fino a 70 centimetri, da strettamente ovata a ovato-lanceolata.

E i loro ibridi
- Polypodium x shivasiae Rothm = (P. cambricum L. x P. interjectum Shiva)
- Polypodium x font-queri Rothm = (P. cambricum L x P. vulgare L.)
- Polypodium x mantoniae Rothm = (  P. interjectum Shiva x P. vulgare L.)